# 이영화 (조선)
이영화(李英華)[1430~1517] 조선(朝鮮) 전기의 문신(文臣)으로 호(號)는 산막동(山幕洞)이다.

## 개요
- 원주이씨(原州李氏) 시조(始祖) 이신우(李申佑)의 14세손으로 해남(海南) 지역(地域)에 정착(定着)한 해남 입향조(入鄕祖)이다.

## 생애
세종(世宗 12) 1430년 경기도 광주에서 아버지 성균생원(成均生員) 분(賁) 어머니(미상) 사이에서 태어났다.
무과(武科)에 뽑혀 감역(監役)에 임명(任命)되었고, 일찍이 진사(進士)에 합격(合格)하여 직산현감(稷山縣監), 홍산현감(鴻山縣監)을 역임(歷任)하였다.
단종(端宗) 때에 강릉대도호부사(江陵大都護府使)와 첨지중추부사(僉知中樞府事)로 있던 중 단종(端宗 1) 1453년 계유정난(癸酉靖難)이 일어나 김종서(金宗瑞)파가 수양대군(首陽大君)에게 몰살(沒殺)당하자 그에 연루(連累)되어 멸문지화(滅門之禍)를 당할까 염려(念慮)하여 관직(官職)을 버리고 귀향(歸鄕) 광주(廣州)로부터 바다를 건너 남하(南下)하여 마포(馬浦) 무진산하(無塵山下 - 현 해남군 마산면 산막리)에 산막(山幕)을 짓고 은거(隱居)하며 세사(世事)를 사절(謝絶)하였다.
지금(只今)도 당시(當時)의 유지(遺祉)가 남아 있는데 산막(山幕)이 있던 곳이 세칭(世稱) 산막동(山幕洞)이라 하고 있으며 슬하(膝下)의 6남(六男)에게 모두 관로(官路)에 나가지 못하게 하고 중종(中宗 12년) 정축년(丁丑年)에 졸(卒)하니 이승(異僧)이 내복(來卜)한 세칭(世稱) 이영산(李榮山) 목단반개(牧丹半開) 유좌(酉坐)이다.
즉. 해남군 마산면 산막리 영산사(英山祠)옆 묘동에 잠들어 계신다.
숙부인(淑夫人)은 청주김씨(淸州金氏)는 직제학(直提學) 경용(慶龍)의 딸(女)로 2남(二男)을 두었고 묘(墓)는 광주(廣州) 월성산(月城山 : 舊譜에는 墓가 原州에 있음)에 있으며 재취(再娶)는 숙부인(淑夫人) 신풍최씨(新豊崔氏) 도사(都事) 숙정(淑凈)의 딸(女)로 4남1녀(四男一女)를 두었고 묘(墓)는 공(公)과 쌍조(双兆)이다.

## 자손
孟健(맹건) 통덕랑(通德郞) 계공랑공파(啓功郞公派) 파조(派祖)
忠健(충건) 통덕랑(通德郞) 통덕랑공파(通德郞公派) 파조(派祖)
仁健(인건) 통덕랑(通德郞) 증(贈)조산대부(朝散大夫) 건공장군(建功將軍) 충순위(忠順衛) 충의공파(忠毅公派) 파조(派祖)
義健(의건) 통덕랑(通德郞) 동은공파(峒隱公派) 파조(派祖)
禮健(예건) 용양위(龍讓衛) 사정(司正) 파조(派祖)
智健(지건) 통덕랑(通德郞) 증(贈)통훈대부(通訓大夫) 통례원(通禮院)좌통례(左通禮) 만항공파(萬頃公派) 파조(派祖)

## 기타
이영화의 후손은 많은 인재가 배출되어 호남 지역의 명문가로 자리를 잡았다.
대표적인 인물로는 이장(李樟), 이남(李楠), 이원해(李元海), 이홍신(李弘信), 이지훈(李之訓), 이계정(李繼鄭) 등을 들 수 있으며 이 중 이계정(李繼鄭)은 임진왜란 때 충청수사로 참전하여 공을 세웠다.

## 상훈과 추모
해남군 마산면 산막리에는 강릉대도호부사 이영화 유허비각이 있고 1742년 고광선에 의해 건립된 원주이씨 사당이 있다.

## 참고 문헌
- 『원주이씨대동보(原州李氏大同譜)』 1991년 간행
- 『해남군의 문화유적』(전라남도 해남군·목포대학교박물관, 1986)
- 『해남군지』하(해남군지편찬위원회, 2015)